# Deral
Deral war ein ostindisches Längenmaß und entsprach der Elle. Das etwa 0,714 Wiener Ellen große Maß galt in der Region Calcutta.
- 1 Deral = 246 Pariser Linien = 554 Millimeter[1]